# Carlo Delfrati
Carlo Delfrati (Milano, 1938) è un musicologo italiano.
Pioniere nell’insegnamento di Pedagogia Musicale nei Conservatori di Parma e Milano, membro di numerose Commissioni Ministeriali, ha seguito attivamente tutti gli sviluppi dell’insegnamento musicale del nostro paese. Il suo libro di testo per la Scuola Media, Progetti Sonori (Morano, Napoli, 1973), è stato uno dei più longevi e ha costituito il punto di riferimento per moltissimi insegnanti interessati a una metodologia di taglio antropologico, attenta alla cura di obiettivi formativi e conoscitivi dell’Educazione Musicale. Nel 1969 ha fondato la SIEM, Società Italiana per l'Educazione Musicale. Dal 1996 cura il progetto Opera Domani dell’As.Li.Co. (Associazione Lirico-Concertistica) di Milano. Dal 2006 è membro del Comitato scientifico del Progetto LAIV della Fondazione Cariplo. Dal 2007 è membro del Comitato nazionale per l’apprendimento pratico della musica e dal 2010 coordina l’Area Didattica e Divulgazione dell’Accademia Arti e Mestieri del Teatro alla Scala. In anni recenti ha pubblicato due volumi che rappresentano la summa della sua visione pedagogica: Fondamenti di pedagogia musicale (EDT, Torino, 2008) e Il maestro ben temperato. Metodologie dell’Educazione Musicale (Curci, 2009).
| Controllo di autorità | VIAF (EN) 81283101 · ISNI (EN) 0000 0003 8522 0792 · SBN CFIV038717 · LCCN (EN) no93009570 · GND (DE) 1146804504 |